# Istituto Maffei di Torino
L'Istituto Maffei è stato uno storico istituto scolastico torinese di istituzione privata, fondato nel 1864. Tra i suoi docenti annoverò anche lo scrittore Cesare Pavese, mentre tra i suoi allievi il comico Piero Chiambretti e l'attrice Gaia Germani. La scuola ha chiuso i battenti nel 1995.

## Storia
L'Istituto Maffei di Torino è stato fondato nel 1864 dalla nobildonna professoressa Albina Maffei.
Nel 1920, preside il professore Salvatore Lupica, fu la prima scuola ad organizzare corsi di recupero per i giovani di ritorno dalla guerra. Negli anni venti, quando fra i docenti annoverava anche Cesare Pavese, ospitò i corsi della famosa Scuola Internazionale di Commercio "Garnier" di Zurigo. Nel 1954 istituì la prima scuola elementare a "tempo pieno" che risolse il problema dei genitori entrambi impegnati.
La sede storica dell'Istituto fu dapprima in un edificio di piazza San Carlo, al civico 182 e, successivamente, di via Maria Vittoria all'allora civico 17, sempre a Torino; il primo aprile 1968 l'Istituto si trasferì infine nel moderno "Palazzetto Maffei" situato in corso Regina Margherita 304 sino all'anno della chiusura della scuola. L'Istituto Maffei copriva le scuole dalla materna alle superiori e si distinse per la grande offerta di attività pomeridiane per i suoi studenti, in primis in campo musicale, grazie alla passione del preside Giorgio Lupica: il suo Piccolo Coro del Maffei partecipò musicalmente a varie trasmissione televisive e radiofoniche, tra cui anche famosi tormentoni dei "Caroselli" durante gli anni Settanta (è rimasta celebre la canzone El Merendero, realizzata con i Los Gildos).